# Département de San Antonio (Jujuy)
Pour les articles homonymes, voir San Antonio (homonymie).
Le département de San Antonio est une des 16 subdivisions de la province de Jujuy, en Argentine. Son chef-lieu est la ville de San Antonio.
Le département a une superficie de 690 km2. Sa population s'élevait à 3 698 habitants en 2001.

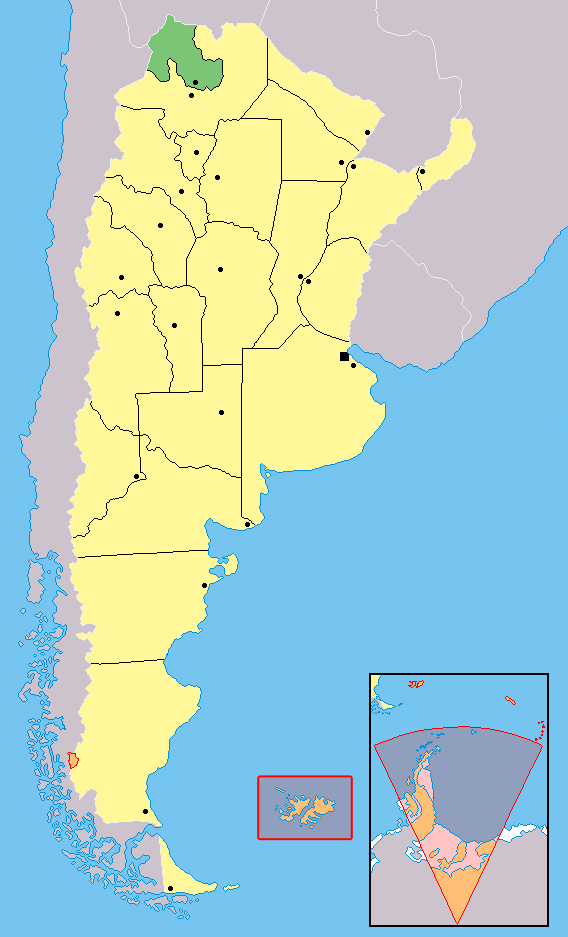
Localisation de la province de Jujuy en Argentine.